# BBC News (телеканал)
BBC News — британский общественный информационный телеканал в составе BBC News, новостного подразделения компании «Би-би-си».

## История
Канал открылся 9 ноября 1997 года в 17:30 под названием BBC News 24 в рамках массивного вторжения «Би-би-си» в сферу британского цифрового телевидения, составив конкуренцию Sky News, запущенному ещё в 1989 году и тех пор бывшему единственным чисто новостным телеканалом страны.
С тех пор «Би-би-си» значительно увеличил вложение финансовых и материальных средств, канал несколько раз перезапускался в новом обличии, и произошёл значительный прогресс в области цифрового телевещания. Каналу удалось диверсифицировать содержание — двухминутные выпуски новостей, а также погода в регионе зрителя и спортивные новости теперь[когда?] доступны в любой момент по нажатию красной кнопки на пульте управления (сервис называется «BBC Red Button»), а также на интернет-портале BBC News Online и мобильном веб-сайте «Би-би-си».
22 февраля 2006 года на церемонии Royal Television Society Television Journalism Awards канал был впервые в своей истории признан «лучшим новостным телеканалом года». Члены жюри отметили, что в этом году канал «по-настоящему обрёл себя».
В мае 2007 года канал стал доступен жителям Великобритании для онлайн-просмотра (на веб-сайте BBC News). 21 апреля 2008 года в рамках 550-тысячного (в фунтах стерлингов) ребрендинга новостного сервиса «Би-би-си» канал был переименован в BBC News, получив новую студию и новый внешний вид. Родственная ему служба BBC World была также переименована в BBC World News, а обзоры региональных (внутрибританских) новостей стали называться «BBC News at One», «BBC News at Six» и «BBC News at Ten». В среднем за день BBC News собирает в настоящее время[когда?] в два раза бо́льшую аудиторию, чем Sky News.
Канал является важной частью новостного отделения «Би-би-си» (которое называется BBC News), и базируется и ведёт трансляции в/из здания Broadcasting House в центральном Лондоне. В 2006 и в 2009 годах канал был признан «Новостным каналом года» (англ. News Channel of the Year) Королевским телевизионным обществом.

## Программы
- «BBC Breakfast» — утренняя программа телеканала BBC One
- «BBC News at One» — получасовая информационная программа телеканала BBC One в 13.00
- «BBC News at Five» — 45-минутная информационная программа в 17.00
- «BBC News at Six» — получасовая информационная программа телеканала BBC One в 18.00
- «BBC News at Ten» — получасовая информационная программа телеканала BBC One в 22.00
- «BBC News» — информационная программа в 13.30-14.00, 19.00-19.45, 20.00-20.45, 23.00-23.15, 00.00-00.15
- «Afternoon Live» — дневная программа в 14.00-17.00